# Dinatriumcocoamphodiacetat
Dinatriumcocoamphodiacetat (INCI-Bezeichnung DISODIUM COCOAMPHODIACETATE), auch Cocoamphocarboxyglycinat, ist ein synthetisches Amphotensid aus der Gruppe der Imidazolinderivate. Es handelt sich um ein Dinatriumsalz, genauer um ein Alkylamido-Alkylamin auf Kokos-Fettsäurebasis.

## Eigenschaften
Als Amphotensid besitzt Dinatriumcocoamphodiacetat, abhängig davon, ob seine Umgebung basischen oder sauren Charakter besitzt, anionische oder kationische Eigenschaften und bleibt somit auch in stark sauren oder alkalischen Lösungen stabil. Der Substanz wurde die ELINCS-Nummer 931-291-0 und die CAS-Nummer 68650-39-5 zugewiesen.

## Verwendung
Die Substanz wird insbesondere im Bereich der Kosmetik eingesetzt, dort vor allem als Cotensid in Duschgelen, Schaumbädern und Shampoos. Es besitzt auch in Meer- bzw. hartem Wasser noch gute schaumbildende Eigenschaften und verhält sich hydrotrop.
Dinatriumcocoamphodiacetat gilt als mildes Tensid und findet darüber hinaus als Haarkonditionierer und als Hautpflegesubstanz Verwendung.